# Tapinoma glaucum
Tapinoma glaucum é uma espécie de formiga do gênero Tapinoma.